# Billie Jean King Cup 2024 – kvalifikační kolo
Kvalifikační kolo Billie Jean King Cupu 2024 představovalo osm mezistátních tenisových zápasů hraných mezi 12. a 13. dubnem 2024. V rámci Billie Jean King Cupu 2024 do nich nastoupilo šestnáct družstev, která vytvořila osm párů. Dvoudenní vzájemná mezistátní utkání se konala ve formátu domácího a hostujícího týmu do tři vítězných bodů, se čtyřmi dvouhrami a závěrečnou čtyřhrou. Rozlosování proběhlo 26. listopadu 2023 po skončení předchozího ročníku. Německo s Brazílií a Francie s Velkou Británií se střetly také v kvalifikačním kole 2023.
Vítězové postoupili do finálového turnaje hraného v Seville během listopadu 2024. Na poražené čekala šestnáctičlenná světová baráž probíhající v témže listopadovém týdnu 2024 jako finále, proti vítězům z 1. skupin tří kontinentálních zón probíhajícího ročníku.

## Přehled
Účast v kvalifikačním kole si zajistilo šestnáct týmů:
- 8 týmů z 3.–12. místa ve finálovém turnaji 2023 (Česko získalo divokou kartu do finále a Španělsko automatickou účast v něm jako hostitel)
- 8 vítězů ze světové baráže 2023

| Nasazené týmy 1. Austrálie (2..) 2. Švýcarsko (3.) 3. Francie (6.) 4. Spojené státy (8.) 5. Kazachstán (9.) 6. Německo (10.) 7. Slovensko (11.) 8. Rumunsko (12.) | Nenasazené týmy - Belgie (13.) - Slovinsko (14.) - Velká Británie (15.) - Brazílie (16.) - Polsko (17.) - Ukrajina (18.) - Mexiko (19.) - Japonsko (20.) |

Žebříček ITF k 13. listopadu 2023.
| Kvalifikační kolo – 12. a 13. dubna 2024 | Kvalifikační kolo – 12. a 13. dubna 2024 | Kvalifikační kolo – 12. a 13. dubna 2024 | Kvalifikační kolo – 12. a 13. dubna 2024 | Kvalifikační kolo – 12. a 13. dubna 2024 | Kvalifikační kolo – 12. a 13. dubna 2024 | Kvalifikační kolo – 12. a 13. dubna 2024 |
| Domácí                                   | výsledek                                 | hosté                                    | místo konání                             | areál / hala                             | povrch                                   |                                          |
| ---------------------------------------- | ---------------------------------------- | ---------------------------------------- | ---------------------------------------- | ---------------------------------------- | ---------------------------------------- | ---------------------------------------- |
| Austrálie [1]                            | 4–0                                      | Mexiko                                   | Brisbane                                 | Pat Rafter Arena                         | tvrdý                                    |                                          |
| Švýcarsko [2]                            | 0–4                                      | Polsko                                   | Biel/Bienne                              | Swiss Tennis Arena                       | tvrdý (hala)                             |                                          |
| Francie [3]                              | 1–3                                      | Velká Británie                           | Le Portel                                | Le Chaudron                              | antuka (hala)                            |                                          |
| Spojené státy [4]                        | 4–0                                      | Belgie                                   | Orlando                                  | USTA National Campus                     | tvrdý                                    |                                          |
| Japonsko                                 | 3–1                                      | Kazachstán [5]                           | Tokio                                    | Ariake Coliseum                          | tvrdý (hala)                             |                                          |
| Brazílie                                 | 1–3                                      | Německo [6]                              | São Paulo                                | Ginásio do Ibirapuera                    | antuka (hala)                            |                                          |
| Slovensko [7]                            | 4–0                                      | Slovinsko                                | Bratislava                               | Peugeot aréna                            | tvrdý (hala)                             |                                          |
| Ukrajina                                 | 2–3                                      | Rumunsko [8]                             | Fernandina Beach (USA)                   | Racquet Park Drive                       | antuka (zelená)                          |                                          |

## Zápasy kvalifikačního kola

### Austrálie vs. Mexiko
| Pat Rafter Arena, Brisbane, Austrálie 12.–13. dubna 2024 tvrdý | |                                                                                        |     |     |     |            |
| \| 1. \| \| Arina Rodionovová Giuliana Olmosová \| 3 6 \| 6 3 \| 6 1 \| \| \| 2. \| \| Darja Savilleová Marcela Zacaríasová \| 6 1 \| 6 0 \| \| \| \| 3. \| \| Taylah Prestonová Marcela Zacaríasová \| 6 1 \| 6 1 \| \| \| \| 4. \| \| Darja Savilleová Giuliana Olmosová \| \| \| \| nehrálo se \| \| 5. \| \| Ellen Perezová / Darja Savilleová Jéssica Hinojosa Gómezová / María Fernanda Navarrová \| 6 3 \| 6 1 \| \| \| \| Nominace \| \| \| \| \| \| \| \| \| Austrálie: Darja Savilleová, Arina Rodionovová, Storm Hunterová, Taylah Prestonová, Ellen Perezová, nehrající kapitánka Samantha Stosurová \| \| \| \| \| \| \| \| Mexiko: Jéssica Hinojosa Gómezová, Marcela Zacaríasová, María Fernanda Navarrová, Giuliana Olmosová, nehrající kapitán Augustin Moreno \| \| \| \| \| \| \| Podrobnosti \| \| \| \| \| \| \| \| \| Předchozí poměr vzájemných zápasů mezi Austrálií a Mexikem činil 1:0, když jediný předchozí duel vyhrály Australanky ve druhém kole Světové skupiny 1983.Australská jednička Darja Savilleová figurovala na 94. místě a mexická jednička Fernanda Contrerasová Gómezová na 402. příčce žebříčku.[5]Na tréninku v týdnu před startem mezistátního duelu si australská světová trojka ve čtyřhře Storm Hunterová přetrhla Achillovu šlachu, znamenající několikaměsíční přerušení kariéry.[6] \| \| \| \| \| \| | |                                                                                        |     |     |     |            |
| | |                                                                                        | 1.  | 2.  | 3.  |            |
| 1. | | Arina Rodionovová Giuliana Olmosová                                                    | 3 6 | 6 3 | 6 1 |            |
| 2. | | Darja Savilleová Marcela Zacaríasová                                                   | 6 1 | 6 0 |     |            |
| 3. | | Taylah Prestonová Marcela Zacaríasová                                                  | 6 1 | 6 1 |     |            |
| 4. | | Darja Savilleová Giuliana Olmosová                                                     |     |     |     | nehrálo se |
| 5. | | Ellen Perezová / Darja Savilleová Jéssica Hinojosa Gómezová / María Fernanda Navarrová | 6 3 | 6 1 |     |            |
| Nominace | |                                                                                        |     |     |     |            |
| | Austrálie: Darja Savilleová, Arina Rodionovová, Storm Hunterová, Taylah Prestonová, Ellen Perezová, nehrající kapitánka Samantha Stosurová |                                                                                        |     |     |     |            |
| | Mexiko: Jéssica Hinojosa Gómezová, Marcela Zacaríasová, María Fernanda Navarrová, Giuliana Olmosová, nehrající kapitán Augustin Moreno |                                                                                        |     |     |     |            |
| Podrobnosti | |                                                                                        |     |     |     |            |
| | Předchozí poměr vzájemných zápasů mezi Austrálií a Mexikem činil 1:0, když jediný předchozí duel vyhrály Australanky ve druhém kole Světové skupiny 1983.Australská jednička Darja Savilleová figurovala na 94. místě a mexická jednička Fernanda Contrerasová Gómezová na 402. příčce žebříčku.Na tréninku v týdnu před startem mezistátního duelu si australská světová trojka ve čtyřhře Storm Hunterová přetrhla Achillovu šlachu, znamenající několikaměsíční přerušení kariéry. |                                                                                        |     |     |     |            |

### Švýcarsko vs. Polsko
| Swiss Tennis Arena, Biel/Bienne, Švýcarsko 12.–13. dubna 2024 tvrdý (hala) | |                                                                       |        |     |     |            |
| \| 1. \| \| Simona Waltertová Iga Świąteková \| 3 6 \| 1 6 \| \| \| \| 2. \| \| Céline Naefová Magdalena Fręchová \| 710 68 \| 5 7 \| 3 6 \| \| \| 3. \| \| Céline Naefová Iga Świąteková \| 4 6 \| 3 6 \| \| \| \| 4. \| \| Simona Waltertová Magdalena Fręchová \| \| \| \| nehrálo se \| \| 5. \| \| Céline Naefová / Jil Teichmannová Maja Chwalińská / Katarzyna Kawaová \| 5 7 \| 1 6 \| \| \| \| Nominace \| \| \| \| \| \| \| \| \| Švýcarsko: Céline Naefová, Simona Waltertová, Jil Teichmannová, Ylena In-Albonová, nehrající kapitán Heinz Günthardt \| \| \| \| \| \| \| \| Polsko: Iga Świąteková, Magdalena Fręchová, Katarzyna Kawaová, Maja Chwalińská, nehrající kapitán Dawid Celt \| \| \| \| \| \| \| Podrobnosti \| \| \| \| \| \| \| \| \| Předchozí poměr vzájemných zápasů mezi Švýcarskem a Polskem činil 1:1.Polský tým vedla úřadující světová jednička Iga Świąteková. Švýcarské jedničce Céline Naefové patřilo 148. místo žebříčku.[5] \| \| \| \| \| \| | |                                                                       |        |     |     |            |
| | |                                                                       | 1.     | 2.  | 3.  |            |
| 1. | | Simona Waltertová Iga Świąteková                                      | 3 6    | 1 6 |     |            |
| 2. | | Céline Naefová Magdalena Fręchová                                     | 710 68 | 5 7 | 3 6 |            |
| 3. | | Céline Naefová Iga Świąteková                                         | 4 6    | 3 6 |     |            |
| 4. | | Simona Waltertová Magdalena Fręchová                                  |        |     |     | nehrálo se |
| 5. | | Céline Naefová / Jil Teichmannová Maja Chwalińská / Katarzyna Kawaová | 5 7    | 1 6 |     |            |
| Nominace | |                                                                       |        |     |     |            |
| | Švýcarsko: Céline Naefová, Simona Waltertová, Jil Teichmannová, Ylena In-Albonová, nehrající kapitán Heinz Günthardt                                                                             |                                                                       |        |     |     |            |
| | Polsko: Iga Świąteková, Magdalena Fręchová, Katarzyna Kawaová, Maja Chwalińská, nehrající kapitán Dawid Celt                                                                                     |                                                                       |        |     |     |            |
| Podrobnosti | |                                                                       |        |     |     |            |
| | Předchozí poměr vzájemných zápasů mezi Švýcarskem a Polskem činil 1:1.Polský tým vedla úřadující světová jednička Iga Świąteková. Švýcarské jedničce Céline Naefové patřilo 148. místo žebříčku. |                                                                       |        |     |     |            |

### Francie vs. Velká Británie
| Le Chaudron, Le Portel, Francie 12.–13. dubna 2024 antuka (hala) | |                                                                                 |     |     |      |            |
| \| 1. \| \| Diane Parryová Katie Boulterová \| 6 2 \| 6 0 \| \| \| \| 2. \| \| Caroline Garciaová Emma Raducanuová \| 6 3 \| 3 6 \| 2 6 \| \| \| 3. \| \| Clara Burelová Katie Boulterová \| 5 7 \| 0 6 \| \| \| \| 4. \| \| Diane Parryová Emma Raducanuová \| 6 4 \| 1 6 \| 61 7 \| \| \| 5. \| \| Caroline Garciaová / Kristina Mladenovicová Harriet Dartová / Heather Watsonová \| \| \| \| nehrálo se \| \| Nominace \| \| \| \| \| \| \| \| \| Francie: Caroline Garciaová, Clara Burelová, Diane Parryová, Kristina Mladenovicová, nehrající kapitán Julien Benneteau \| \| \| \| \| \| \| \| Velká Británie: Katie Boulterová, Harriet Dartová, Heather Watsonová, Francesca Jonesová, Emma Raducanuová, nehrající kapitánka Anne Keothavongová \| \| \| \| \| \| \| Podrobnosti \| \| \| \| \| \| \| \| \| Předchozí poměr vzájemných zápasů mezi Francii a Velkou Británií činil 2:2. Jednalo se o reprízu kvalifikačního kola 2023.Francouzská jednička Caroline Garciaová figurovala na 23. místě a britská jednička Katie Boulterová na 28. příčce žebříčku.[5] \| \| \| \| \| \| | |                                                                                 |     |     |      |            |
| | |                                                                                 | 1.  | 2.  | 3.   |            |
| 1. | | Diane Parryová Katie Boulterová                                                 | 6 2 | 6 0 |      |            |
| 2. | | Caroline Garciaová Emma Raducanuová                                             | 6 3 | 3 6 | 2 6  |            |
| 3. | | Clara Burelová Katie Boulterová                                                 | 5 7 | 0 6 |      |            |
| 4. | | Diane Parryová Emma Raducanuová                                                 | 6 4 | 1 6 | 61 7 |            |
| 5. | | Caroline Garciaová / Kristina Mladenovicová Harriet Dartová / Heather Watsonová |     |     |      | nehrálo se |
| Nominace | |                                                                                 |     |     |      |            |
| | Francie: Caroline Garciaová, Clara Burelová, Diane Parryová, Kristina Mladenovicová, nehrající kapitán Julien Benneteau |                                                                                 |     |     |      |            |
| | Velká Británie: Katie Boulterová, Harriet Dartová, Heather Watsonová, Francesca Jonesová, Emma Raducanuová, nehrající kapitánka Anne Keothavongová |                                                                                 |     |     |      |            |
| Podrobnosti | |                                                                                 |     |     |      |            |
| | Předchozí poměr vzájemných zápasů mezi Francii a Velkou Británií činil 2:2. Jednalo se o reprízu kvalifikačního kola 2023.Francouzská jednička Caroline Garciaová figurovala na 23. místě a britská jednička Katie Boulterová na 28. příčce žebříčku. |                                                                                 |     |     |      |            |

### Spojené státy americké vs. Belgie
| USTA National Campus, Orlando, Spojené státy americké 12.–13. dubna 2024 tvrdý | |                                                                                     |     |     |     |            |
| \| 1. \| \| Jessica Pegulaová Sofia Costoulasová \| 4 6 \| 6 2 \| 6 3 \| \| \| 2. \| \| Emma Navarrová Hanne Vandewinkelová \| 4 6 \| 6 4 \| 6 3 \| \| \| 3. \| \| Jessica Pegulaová Hanne Vandewinkelová \| 6 2 \| 6 0 \| \| \| \| 4. \| \| Emma Navarrová Sofia Costoulasová \| \| \| \| nehrálo se \| \| 5. \| \| Caroline Dolehideová / Taylor Townsendová Marie Benoîtová / Kimberley Zimmermannová \| 6 3 \| 6 1 \| \| \| \| Nominace \| \| \| \| \| \| \| \| \| Spojené státy americké: Jessica Pegulaová, Madison Keysová, Emma Navarrová, Caroline Dolehideová, Taylor Townsendová, nehrající kapitánka Lindsay Davenportová \| \| \| \| \| \| \| \| Belgie: Hanne Vandewinkelová, Sofia Costoulasová, Marie Benoitová, Kimberley Zimmermannová, nehrající kapitán Wim Fissette \| \| \| \| \| \| \| Podrobnosti \| \| \| \| \| \| \| \| \| Předchozí poměr vzájemných zápasů mezi Spojenými státy americkými a Belgií činil 5:2. Naposledy vyhrály Belgičanky ve Světové skupině 2011.Zatímco Spojené státy měly v nominaci tři členky z první světové pětadvacítky, belgické jedničce Hanne Vandewinkelové patřilo až 278. místo a dvojce Sofii Costoulasové 279. příčka žebříčku. Belgičankám tak chyběly tři nejvýše postavené hráčky z první světové stovky Mertensová, Minnenová a Wickmayerová. Rovněž v americké nominaci absentovala jednička týmu, světová trojka Coco Gauffová, a tuto roli plnila pátá hráčka pořadí Jessica Pegulaová.[5] \| \| \| \| \| \| | |                                                                                     |     |     |     |            |
| | |                                                                                     | 1.  | 2.  | 3.  |            |
| 1. | | Jessica Pegulaová Sofia Costoulasová                                                | 4 6 | 6 2 | 6 3 |            |
| 2. | | Emma Navarrová Hanne Vandewinkelová                                                 | 4 6 | 6 4 | 6 3 |            |
| 3. | | Jessica Pegulaová Hanne Vandewinkelová                                              | 6 2 | 6 0 |     |            |
| 4. | | Emma Navarrová Sofia Costoulasová                                                   |     |     |     | nehrálo se |
| 5. | | Caroline Dolehideová / Taylor Townsendová Marie Benoîtová / Kimberley Zimmermannová | 6 3 | 6 1 |     |            |
| Nominace | |                                                                                     |     |     |     |            |
| | Spojené státy americké: Jessica Pegulaová, Madison Keysová, Emma Navarrová, Caroline Dolehideová, Taylor Townsendová, nehrající kapitánka Lindsay Davenportová |                                                                                     |     |     |     |            |
| | Belgie: Hanne Vandewinkelová, Sofia Costoulasová, Marie Benoitová, Kimberley Zimmermannová, nehrající kapitán Wim Fissette |                                                                                     |     |     |     |            |
| Podrobnosti | |                                                                                     |     |     |     |            |
| | Předchozí poměr vzájemných zápasů mezi Spojenými státy americkými a Belgií činil 5:2. Naposledy vyhrály Belgičanky ve Světové skupině 2011.Zatímco Spojené státy měly v nominaci tři členky z první světové pětadvacítky, belgické jedničce Hanne Vandewinkelové patřilo až 278. místo a dvojce Sofii Costoulasové 279. příčka žebříčku. Belgičankám tak chyběly tři nejvýše postavené hráčky z první světové stovky Mertensová, Minnenová a Wickmayerová. Rovněž v americké nominaci absentovala jednička týmu, světová trojka Coco Gauffová, a tuto roli plnila pátá hráčka pořadí Jessica Pegulaová. |                                                                                     |     |     |     |            |

### Japonsko vs. Kazachstán
| Ariake Coliseum, Tokio, Japonsko 12.–13. dubna 2024 tvrdý (hala) | |                                                                       |      |      |          |            |
| \| 1. \| \| Nao Hibinová Anna Danilinová \| 6 1 \| 6 0 \| \| \| \| 2. \| \| Naomi Ósakaová Julia Putincevová \| 6 2 \| 7 65 \| \| \| \| 3. \| \| Nao Hibinová Julia Putincevová \| 6 4 \| 3 6 \| 79 67 \| \| \| 4. \| \| Naomi Ósakaová Anna Danilinová \| \| \| \| nehrálo se \| \| 5. \| \| Šúko Aojamová / Ena Šibaharaová Anna Danilinová / Žibek Kulambajevová \| 67 9 \| 6 3 \| [9] [11] \| \| \| Nominace \| \| \| \| \| \| \| \| \| Japonsko: Nao Hibinová, Mai Hontamová, Naomi Ósakaová, Ena Šibaharaová, Šúko Aojamová, nehrající kapitánka Ai Sugijamová \| \| \| \| \| \| \| \| Kazachstán: Julia Putincevová, Žibek Kulambajevová, Aružan Sagandikovová, Anna Danilinová, Zarina Dijasová, nehrající kapitán Jurij Ščukin \| \| \| \| \| \| \| Podrobnosti \| \| \| \| \| \| \| \| \| Předchozí poměr vzájemných zápasů mezi Japonskem a Kazachstánem činil 4:1. Naposledy vyhrály Japonky v baráži o postup z 1. skupiny aijsko-oceánské zóny 2018.Japonská jednička Nao Hibinová figurovala na 79. místě a kazachstánská jednička Julia Putincevová na 50. příčce žebříčku.[5] \| \| \| \| \| \| | |                                                                       |      |      |          |            |
| | |                                                                       | 1.   | 2.   | 3.       |            |
| 1. | | Nao Hibinová Anna Danilinová                                          | 6 1  | 6 0  |          |            |
| 2. | | Naomi Ósakaová Julia Putincevová                                      | 6 2  | 7 65 |          |            |
| 3. | | Nao Hibinová Julia Putincevová                                        | 6 4  | 3 6  | 79 67    |            |
| 4. | | Naomi Ósakaová Anna Danilinová                                        |      |      |          | nehrálo se |
| 5. | | Šúko Aojamová / Ena Šibaharaová Anna Danilinová / Žibek Kulambajevová | 67 9 | 6 3  | [9] [11] |            |
| Nominace | |                                                                       |      |      |          |            |
| | Japonsko: Nao Hibinová, Mai Hontamová, Naomi Ósakaová, Ena Šibaharaová, Šúko Aojamová, nehrající kapitánka Ai Sugijamová |                                                                       |      |      |          |            |
| | Kazachstán: Julia Putincevová, Žibek Kulambajevová, Aružan Sagandikovová, Anna Danilinová, Zarina Dijasová, nehrající kapitán Jurij Ščukin |                                                                       |      |      |          |            |
| Podrobnosti | |                                                                       |      |      |          |            |
| | Předchozí poměr vzájemných zápasů mezi Japonskem a Kazachstánem činil 4:1. Naposledy vyhrály Japonky v baráži o postup z 1. skupiny aijsko-oceánské zóny 2018.Japonská jednička Nao Hibinová figurovala na 79. místě a kazachstánská jednička Julia Putincevová na 50. příčce žebříčku. |                                                                       |      |      |          |            |

### Brazílie vs. Německo
| Ginásio do Ibirapuera, São Paulo, Brazílie 12.–13. dubna 2024 antuka (hala) | |                                                                                      |     |     |     |            |
| \| 1. \| \| Beatriz Haddad Maiová Laura Siegemundová \| 4 6 \| 2 6 \| \| \| \| 2. \| \| Laura Pigossiová Tatjana Mariová \| 6 2 \| 4 6 \| 4 6 \| \| \| 3. \| \| Beatriz Haddad Maiová Anna-Lena Friedsamová \| 5 7 \| 6 0 \| 6 1 \| \| \| 4. \| \| Carolina Alvesová Laura Siegemundová \| 1 6 \| 6 2 \| 3 6 \| \| \| 5. \| \| Beatriz Haddad Maiová / Luisa Stefaniová Anna-Lena Friedsamová / Angelique Kerberová \| \| \| \| nehrálo se \| \| Nominace \| \| \| \| \| \| \| \| \| Brazílie: Beatriz Haddad Maiová, Laura Pigossiová, Carolina Alvesová, Ingrid Gamarra Martinsová, Luisa Stefaniová, nehrající kapitánka Roberta Burzagliová \| \| \| \| \| \| \| \| Německo: Tatjana Mariová, Laura Siegemundová, Eva Lysová, Anna-Lena Friedsamová, Angelique Kerberová, nehrající kapitán Rainer Schüttler \| \| \| \| \| \| \| Podrobnosti \| \| \| \| \| \| \| \| \| Předchozí poměr vzájemných zápasů mezi Německem a Brazílií činil 5:0. Jednalo se o reprízu kvalifikačního kola 2023.Brazilská jednička Beatriz Haddad Maiová figurovala na 13. místě a německá jednička Tatjana Mariová na 66. příčce žebříčku.[5] \| \| \| \| \| \| | |                                                                                      |     |     |     |            |
| | |                                                                                      | 1.  | 2.  | 3.  |            |
| 1. | | Beatriz Haddad Maiová Laura Siegemundová                                             | 4 6 | 2 6 |     |            |
| 2. | | Laura Pigossiová Tatjana Mariová                                                     | 6 2 | 4 6 | 4 6 |            |
| 3. | | Beatriz Haddad Maiová Anna-Lena Friedsamová                                          | 5 7 | 6 0 | 6 1 |            |
| 4. | | Carolina Alvesová Laura Siegemundová                                                 | 1 6 | 6 2 | 3 6 |            |
| 5. | | Beatriz Haddad Maiová / Luisa Stefaniová Anna-Lena Friedsamová / Angelique Kerberová |     |     |     | nehrálo se |
| Nominace | |                                                                                      |     |     |     |            |
| | Brazílie: Beatriz Haddad Maiová, Laura Pigossiová, Carolina Alvesová, Ingrid Gamarra Martinsová, Luisa Stefaniová, nehrající kapitánka Roberta Burzagliová                                                                                      |                                                                                      |     |     |     |            |
| | Německo: Tatjana Mariová, Laura Siegemundová, Eva Lysová, Anna-Lena Friedsamová, Angelique Kerberová, nehrající kapitán Rainer Schüttler |                                                                                      |     |     |     |            |
| Podrobnosti | |                                                                                      |     |     |     |            |
| | Předchozí poměr vzájemných zápasů mezi Německem a Brazílií činil 5:0. Jednalo se o reprízu kvalifikačního kola 2023.Brazilská jednička Beatriz Haddad Maiová figurovala na 13. místě a německá jednička Tatjana Mariová na 66. příčce žebříčku. |                                                                                      |     |     |     |            |

### Slovensko vs. Slovinsko
| Peugeot aréna, Bratislava, Slovensko 12.–13. dubna 2024 tvrdý (hala) | |                                                                           |     |     |          |            |
| \| 1. \| \| Anna Karolína Schmiedlová Ela Nala Milićová \| 6 4 \| 6 3 \| \| \| \| 2. \| \| Viktória Hrunčáková Veronika Erjavecová \| 6 1 \| 5 7 \| 6 3 \| \| \| 3. \| \| Renáta Jamrichová Veronika Erjavecová \| 6 2 \| 6 0 \| \| \| \| 4. \| \| Viktória Hrunčáková Ela Nala Milićová \| \| \| \| nehrálo se \| \| 5. \| \| Viktória Hrunčáková / Tereza Mihalíková Pia Lovričová / Ela Nala Milićová \| 6 1 \| 2 6 \| [10] [6] \| \| \| Nominace \| \| \| \| \| \| \| \| \| Slovensko: Anna Karolína Schmiedlová, Rebecca Šramková, Viktória Hrunčáková, Renáta Jamrichová, Tereza Mihalíková, nehrající kapitán Matej Lipták \| \| \| \| \| \| \| \| Slovinsko: Tamara Zidanšeková, Veronika Erjavecová, Pia Lovričová, Nina Potočniková, Ela Nala Milićová, nehrající kapitán Andrej Krasevec \| \| \| \| \| \| \| Podrobnosti \| \| \| \| \| \| \| \| \| Oba týmy se v předchozí historii soutěže nikdy neutkaly.Slovenská jednička Anna Karolína Schmiedlová figurovala na 68. místě a slovinská jednička Tamara Zidanšeková na 132. příčce žebříčku.[5] \| \| \| \| \| \| | |                                                                           |     |     |          |            |
| | |                                                                           | 1.  | 2.  | 3.       |            |
| 1. | | Anna Karolína Schmiedlová Ela Nala Milićová                               | 6 4 | 6 3 |          |            |
| 2. | | Viktória Hrunčáková Veronika Erjavecová                                   | 6 1 | 5 7 | 6 3      |            |
| 3. | | Renáta Jamrichová Veronika Erjavecová                                     | 6 2 | 6 0 |          |            |
| 4. | | Viktória Hrunčáková Ela Nala Milićová                                     |     |     |          | nehrálo se |
| 5. | | Viktória Hrunčáková / Tereza Mihalíková Pia Lovričová / Ela Nala Milićová | 6 1 | 2 6 | [10] [6] |            |
| Nominace | |                                                                           |     |     |          |            |
| | Slovensko: Anna Karolína Schmiedlová, Rebecca Šramková, Viktória Hrunčáková, Renáta Jamrichová, Tereza Mihalíková, nehrající kapitán Matej Lipták                                             |                                                                           |     |     |          |            |
| | Slovinsko: Tamara Zidanšeková, Veronika Erjavecová, Pia Lovričová, Nina Potočniková, Ela Nala Milićová, nehrající kapitán Andrej Krasevec                                                     |                                                                           |     |     |          |            |
| Podrobnosti | |                                                                           |     |     |          |            |
| | Oba týmy se v předchozí historii soutěže nikdy neutkaly.Slovenská jednička Anna Karolína Schmiedlová figurovala na 68. místě a slovinská jednička Tamara Zidanšeková na 132. příčce žebříčku. |                                                                           |     |     |          |            |

### Ukrajina vs. Rumunsko
| Racquet Park Drive, Fernandina Beach, Spojené státy americké 12.–13. dubna 2024 zelená antuka | |                                                                               |     |      |     |  |
| \| 1. \| \| Lesja Curenková Ana Bogdanová \| 3 6 \| 6 2 \| 6 0 \| \| \| 2. \| \| Elina Svitolinová Jaqueline Cristianová \| 6 3 \| 7 5 \| \| \| \| 3. \| \| Elina Svitolinová Ana Bogdanová \| 4 6 \| 6 4 \| 3 6 \| \| \| 4. \| \| Lesja Curenková Jaqueline Cristianová \| 6 2 \| 4 6 \| 4 6 \| \| \| 5. \| \| Ljudmyla Kičenoková / Nadija Kičenoková Ana Bogdanová / Jaqueline Cristianová \| 2 6 \| 67 9 \| \| \| \| Nominace \| \| \| \| \| \| \| \| \| Ukrajina: Elina Svitolinová, Lesja Curenková, Julija Starodubcevová, Ljudmyla Kičenoková, Nadija Kičenoková, nehrající kapitán Michail Filima \| \| \| \| \| \| \| \| Rumunsko: Ana Bogdanová, Jaqueline Cristianová, Anca Todoniová, Mara Gaeová, Simona Halepová, nehrající kapitán Horia Tecău \| \| \| \| \| \| \| Podrobnosti \| \| \| \| \| \| \| \| \| Předchozí poměr vzájemných zápasů mezi Ukrajinou a Rumunskem činil 1:3. Naposledy vyhrály Rumunky v baráži o postup z 1. skupiny auroafrické zóny 2014. V důsledku pokračující vojenské agrese Ruska na Ukrajině se hrálo na neutrální půdě ve floridském Fernandina Beach.Ukrajinská jednička Elina Svitolinová figurovala na 18. místě a rumunská jednička Ana Bogdanová na 64. příčce žebříčku.[5] \| \| \| \| \| \| | |                                                                               |     |      |     |  |
| | |                                                                               | 1.  | 2.   | 3.  |  |
| 1. | | Lesja Curenková Ana Bogdanová                                                 | 3 6 | 6 2  | 6 0 |  |
| 2. | | Elina Svitolinová Jaqueline Cristianová                                       | 6 3 | 7 5  |     |  |
| 3. | | Elina Svitolinová Ana Bogdanová                                               | 4 6 | 6 4  | 3 6 |  |
| 4. | | Lesja Curenková Jaqueline Cristianová                                         | 6 2 | 4 6  | 4 6 |  |
| 5. | | Ljudmyla Kičenoková / Nadija Kičenoková Ana Bogdanová / Jaqueline Cristianová | 2 6 | 67 9 |     |  |
| Nominace | |                                                                               |     |      |     |  |
| | Ukrajina: Elina Svitolinová, Lesja Curenková, Julija Starodubcevová, Ljudmyla Kičenoková, Nadija Kičenoková, nehrající kapitán Michail Filima |                                                                               |     |      |     |  |
| | Rumunsko: Ana Bogdanová, Jaqueline Cristianová, Anca Todoniová, Mara Gaeová, Simona Halepová, nehrající kapitán Horia Tecău |                                                                               |     |      |     |  |
| Podrobnosti | |                                                                               |     |      |     |  |
| | Předchozí poměr vzájemných zápasů mezi Ukrajinou a Rumunskem činil 1:3. Naposledy vyhrály Rumunky v baráži o postup z 1. skupiny auroafrické zóny 2014. V důsledku pokračující vojenské agrese Ruska na Ukrajině se hrálo na neutrální půdě ve floridském Fernandina Beach.Ukrajinská jednička Elina Svitolinová figurovala na 18. místě a rumunská jednička Ana Bogdanová na 64. příčce žebříčku. |                                                                               |     |      |     |  |